# Brestowec
Brestowec (bułg. Брестовец) – wieś w Bułgarii, w obwodzie Plewen, w gminie Plewen. Według danych szacunkowych Ujednoliconego Systemu Ewidencji Ludności oraz Usług Administracyjnych dla Ludności, 15 czerwca 2020 roku miejscowość liczyła 1 037 mieszkańców.

## Historia
Wieś wzmiankowana w księgach osmańskich z lat 1479–80, wówczas była to wieś paulicjańska z 44 gospodarstwami domowymi. Raport biskupa katolickiego Filipa Stanisławowa z 1659 r. wspomina, że we wsi byli Paulicjanie, którzy przeszli na islam; posiadali 10 domów.